# ويمار ويتويلار
ويمار ويتويلار (14 يوليو 1945 - 19 مايو 2021) صحفيًا إندونيسيًا ومقدم برنامج حواري. وكان السكرتير الصحفي الرئاسي للرئيس الرابع لإندونيسيا عبد الرحمن وحيد من 1999 إلى 2001. توفي في مستشفى بوندوك إنداه في جاكرتا من مضاعفات تعفن الدم.